# آنتونیا آرماتو
آنتونیا آرماتو (انگلیسی: Antonina Armato؛ زادهٔ ۱۹۷۱/۱۹۷۲) ترانه‌سرا و تهیه‌کننده موسیقی اهل ایالات متحده آمریکا است.
وی با خوانندگانی همچون جاستین بیبر، زد، گوئن استفانی، دمی لواتو، ونسا هاجنز، مایلی سایرس، سلنا گومز، نو داوت، وایکلف ژان، گرین دی، ماریا کری، آریانا گرانده، فلو رایدا، الی گولدینگ، توکیو هتل و بی‌تی‌اس همکاری داشته‌است.